# Caudats
Els caudats (Caudata) o urodels (Urodela) són un ordre d'amfibis de la subclasse Lissamphibia. Inclou unes 695 espècies que es coneixen generalment amb els noms vulgars de salamandra o tritó. D'altres reben un nom específic, com gandària o olm. Els seu nom científic significa "amb cua", oposant-se als anurs (granotes i gripaus) que no en tenen.
Tenen el cos prim, les potes curtes, i la cua llarga. El seu hàbitat es veu limitat, per la seva pell humida, a zones properes a l'aigua o sota algun tipus de protecció en terra humit, normalment en un bosc. Algunes espècies són aquàtiques durant tota la seva vida, altres tornen a l'aigua de manera intermitent, i algunes són completament terrestres en la seva edat adulta. Les salamandres s'assemblen superficialment als lacèrtids, però es distingeixen fàcilment per l'absència d'escates. Si perden un membre són capaces de regenerar-lo.
Els seus orígens evolutius rauen en l'antic supercontinent de Lauràsia.

## Classificació
Els urodels comprenen deu famílies agrupades en tres subordres:
| Cryptobranchoidea    |                                  |                              |                              |
| Familia              | Nom comú                         | Exemple                      | Foto                         |
| Cryptobranchidae     | Salamandres gegants              | Cryptobranchus alleganiensis | Cryptobranchus alleganiensis |
| Hynobiidae           | Salamandres asiàtiques           | Hynobius kimurae             | Hynobius kimurae             |
| Salamandroidea       |                                  |                              |                              |
| Ambystomatidae       | axolots                          | Ambystoma opacum             | Ambystoma opacum             |
| Amphiumidae          | Amfiumes o tritons-anguila       | Amphiuma means               | Amphiuma means               |
| Dicamptodontidae     | Salamandres gegants del Pacífic  | Dicamptodon tenebrosus       | Dicamptodon tenebrosus       |
| Plethodontidae       | Salamandres sense pulmons        | Plethodon cinereus           |                              |
| Proteidae            | Olms                             | Proteus anguinus             | Proteus anguinus             |
| Rhyacotritonidae     |                                  | Rhyacotriton variegatus      | Rhyacotriton variegatus      |
| Salamandridae        | Tritons i salamandres vertaderes | Ichthyosaura alpestris       | Ichthyosaura alpestris       |
| Sirenoidea (Sirenes) |                                  |                              |                              |
| Sirenidae            | Sirenes                          | Siren lacertina              | Siren lacertina              |